# Стэнфордский тюремный эксперимент (фильм)
«Стэнфордский тюремный эксперимент» или «Тюремный эксперимент в Стэнфорде» (англ. The Stanford Prison Experiment) — американский фильм 2015 года режиссёра Кайла Патрика Альвареза. В основе сюжета лежит Стэнфордский тюремный эксперимент, проведенный Филипом Зимбардо в 1971 году.
Проект был анонсирован в 2002 году и находился в разработке на протяжении двенадцати лет: съёмки фильма начались 19 августа 2014 года в Лос-Анджелесе, его производством занимались компании Sandbar Pictures и Abandon Pictures. Премьера картины состоялась в январе 2015 года на кинофестивале Сандэнс, где она получила премию Альфреда П. Слоуна. Фильм вышел в ограниченный прокат 17 июля 2015 года. После выхода картина получила в целом положительные отзывы от критиков, которые высоко оценили режиссуру, сценарий и игру актёров.

## Сюжет
Психолог Стэнфордского университета Филипп Зимбардо проводит эксперимент, чтобы проверить гипотезу о том, являются ли личные качества заключенных и охранников причиной жестокого поведения в тюрьмах. Для эксперимента Зимбардо выбрал двадцать четыре студента, которые должны принять участие в 7-14 дневной симуляции тюрьмы и занять роль охранников и заключенных. За участие они получают 15 долларов в день. Студенты, взявшие роль охранников, как и сам Зимбардо, начинают злоупотреблять своим положением. Двое студентов, играющих роль заключенных, покидают эксперимент раньше времени, а сам эксперимент заканчивается всего через 6 дней.

## В ролях
- Билли Крудап — доктор Филип Зимбардо
- Эзра Миллер — Дэниел Калп / Заключённый 8612
- Оливия Тирлби — Кристина Маслач
- Нелсан Эллис — Джесси Флетчер
- Тай Шеридан — Питер Митчелл / Заключённый 819[4]
- Майкл Ангарано — Кристофер Арчер / «Джон Уэйн»
- Джонни Симмонс — Джефф Дженсен
- Ли Ки Хон — Гэвин Ли
- Джесс Карере[англ.] — Пол
- Томас Манн — Заключённый 416
- Майлс Хейзер — Маршал Ловетт
- Кейр Гилкрист — Джон Ловетт
- Мойзес Ариас — Энтони Кэролл
- Джеймс Уок — Майк Пеннил
- Гай Чарльз — Пол Вогель
- Логан Хайзер[англ.] — Джерри
- Джеймс Фрешвилл[англ.] — Тауншенд
- Мэтт Беннетт — Кайл Паркер
- Джек Килмер — Джим
- Николас Браун — Карл Вэнди
- Бретт Дэверн[англ.] — Хабби Уитлоу

## Производство
Впервые о проекте по созданию фильма о Стэнфордском тюремном эксперименте было объявлено в 2002 году, когда продюсер Брент Эмери поручил сценаристу Тиму Тэллботту написание сценария для будущего фильма. Проблемы с финансированием, забастовка Гильдии сценаристов США 2007-2008 годов, а также другие трудности задержали реализацию проекта на двенадцать лет. В 2006 году в разработке находились два фильма, которые должны были составить конкуренцию этому проекту: одним занималась студия Maverick Films, другим — фильмом «Эксперимент» — студия Inferno.
19 августа 2014 года к работе над фильмом подключились студии Sandbar Pictures и Abandon Pictures. В проект был приглашён Кайл Патрик Альварез, который стал режиссёром ленты, к продюсированию присоединились Брент Эмери, Лиззи Фридман, Грегг Литтл, Лорен Брэтман и Брайан Герати.

## Восприятие
Фильм получил в основном положительные отзывы. На сайте Rotten Tomatoes на основе 32 рецензий со средним баллом 6,8 из 10 фильм получил оценку 78 %. На сайте Metacritic фильм имеет оценку 73 балла из 100 на основе рецензий 15 критиков.
Лесли Фелперин из The Hollywood Reporter положительно отозвался о картине, написав: «Несмотря на все недостатки, это богатый, заставляющий задуматься фильм, который, хотя и сложен, не лишен юмора и визуальных удовольствий».
Джордан Хоффман из The Guardian дал фильму четыре из пяти звезд и решил, что «Режиссер Кайл Патрик Альварез заслуживает всяческих похвал за то, как он запускает этот потрясающий сценарий».
Тем не менее, Джастин Чанг из Variety подверг критике фильм, сказав: «Сочетание безжалостного движения вперед и жутких мелких деталей, хотя смелых и достойных восхищения в теории, начинает приносить убывающий интерес к картине, которая ощущается гораздо длиннее, чем ее 122-минутный хронометраж».

## Награды и номинации
| Список наград и номинаций    | Список наград и номинаций                      | Список наград и номинаций | Список наград и номинаций |
| Награда / фестиваль          | Категорий                                      | Получатель                | Результат                 |
| ---------------------------- | ---------------------------------------------- | ------------------------- | ------------------------- |
| Кинофестиваль «Сандэнс» 2015 | Grand Jury Prize (U.S. Dramatic)               | Кайл Патрик Альварез      | Номинация                 |
| Кинофестиваль «Сандэнс» 2015 | Премия Альфреда П. Слоуна                      | Кайл Патрик Альварез      | Победа                    |
| Кинофестиваль «Сандэнс» 2015 | Waldo Salt Screenwriting Award (U.S. Dramatic) | Тим Тэлботт               | Победа                    |